# Neuenwallfleet

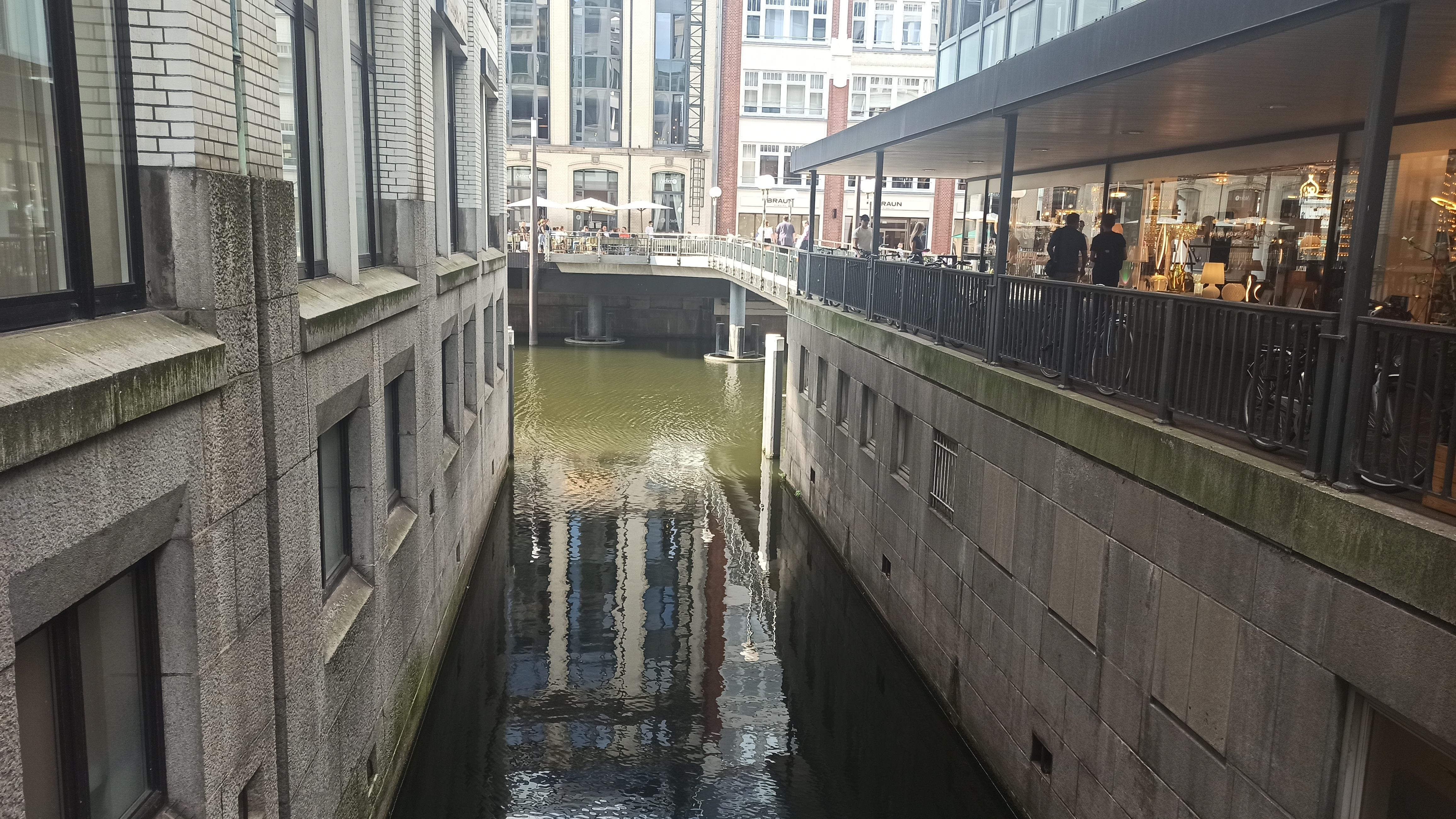
Neuenwallfleet mit Blick Richtung Bleichenfleet

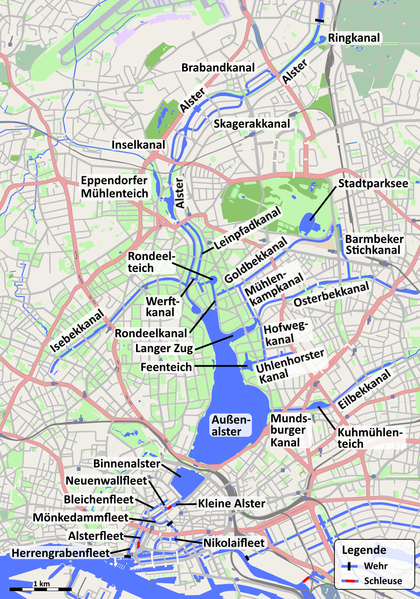
Alsterkanäle und Fleete in Hamburg

Das Neuenwallfleet ist ein Fleet in der Hamburger Neustadt. Es verbindet das Bleichenfleet mit dem Alsterfleet und ist ca. 85 Meter lang. Die Durchfahrtsbreite beträgt ca. 6 Meter.
Es wird von der Straße Neuer Wall überquert und wird darum teils als Neuer Wall Fleet bezeichnet. Außerdem gibt es eine Fußgängerbrücke im Verlauf des Alsterwanderwegs.